# Questa media
Questa media är en ringmaskart som beskrevs av Westheide 1981. Questa media ingår i släktet Questa och familjen Questidae. Inga underarter finns listade i Catalogue of Life.